# Prétot-Sainte-Suzanne
Prétot-Sainte-Suzanne är en kommun i departementet Manche i regionen Normandie i norra Frankrike. Kommunen ligger i kantonen La Haye-du-Puits som tillhör arrondissementet Coutances. År 2018 hade Prétot-Sainte-Suzanne 299 invånare.

## Befolkningsutveckling
Antalet invånare i kommunen Prétot-Sainte-Suzanne
| Referens: INSEE |